# Merchant & Evans
Merchant & Evans ist ein US-amerikanisches Unternehmen der Metallindustrie, das sich auf die Herstellung von Bauteilen (Bleche für Dächer, Türen) spezialisiert hat.

## Unternehmensgeschichte
Das Unternehmen existiert seit 1866 und hat seinen Sitz in Philadelphia in Pennsylvania. Zeitweise widmete es sich auch dem Automobilbau. Zwischen 1910 und 1911 stellte es Automobile für die Club Car Company aus New York City her. Nach deren Geschäftsaufgabe wurden noch einige Fahrzeuge auf eigene Rechnung als Devon angeboten. 1911 endete die Produktion.

## Pkw
Die Fahrzeuge hatten einen Vierzylindermotor. Er leistete 40 PS. Das Fahrgestell hatte 318 cm Radstand. Die Aufbauten sind nicht überliefert, aber für Club Car entstanden Tourenwagen, Landaulet, Limousine, Torpedo und Runabout.

## Lkw
Von 1913 bis 1915 baute das Unternehmen (bekannt auch unter dem Kürzel "M & E") auch Lastkraftwagen. Überliefert sind die technischen Daten eines Dreieinhalb- wie auch eines Fünftonners für das Jahr 1915:
Der Dreieinhalbtonner hatte einen wassergekühlten Vierzylinder-Motor mit 5734 cm³. Der Radstand betrug 3353 mm, das Getriebe hatte drei Gänge. Die Höchstgeschwindigkeit lag bei 25 km/h.
Der Vierzylinder-Motor des Fünftonners hatte 4882 cm³ Hubraum. Der Radstand wird mit 2946 mm angegeben, die Höchstgeschwindigkeit mit 16 km/h.